# Liste der olympischen Medaillengewinner aus Dänemark
Danmarks Olympiske Komité, seit 1993 Teil des Danmarks Idrætsforbund, wurde 1905 vom Internationalen Olympischen Komitee aufgenommen. Das Land war dennoch bei den I. Olympischen Spielen 1896 in Athen mit einer eigenen Mannschaft vertreten.

## Medaillenbilanz
Bis 2020 konnten 455 Sportler aus Dänemark 206 olympische Medaillen erringen (48 × Gold, 79 × Silber und 79 × Bronze). Alle bis auf eine wurden bei Sommerspielen gewonnen. Die einzige Medaille bei Winterspielen war eine silberne im Curling in Nagano 1998.
Ohne Kunstwettbewerbe
| Dänemark bei den Olympischen Sommerspielen                                          | Dänemark bei den Olympischen Sommerspielen | Dänemark bei den Olympischen Sommerspielen | Dänemark bei den Olympischen Sommerspielen | Dänemark bei den Olympischen Sommerspielen | Dänemark bei den Olympischen Sommerspielen |      | Dänemark bei den Olympischen Winterspielen | Dänemark bei den Olympischen Winterspielen | Dänemark bei den Olympischen Winterspielen | Dänemark bei den Olympischen Winterspielen | Dänemark bei den Olympischen Winterspielen | Dänemark bei den Olympischen Winterspielen |
| Jahr                                                                                | Gold                                       | Silber                                     | Bronze                                     | Gesamt                                     | Rang                                       | Jahr | Gold                                       | Silber                                     | Bronze                                     | Gesamt                                     | Rang                                       |                                            |
| 1896                                                                                | 1                                          | 2                                          | 3                                          | 6                                          | 9                                          |      |                                            |                                            |                                            |                                            |                                            |                                            |
| 1900                                                                                | 1                                          | 3                                          | 2                                          | 6                                          | 10                                         |      |                                            |                                            |                                            |                                            |                                            |                                            |
| 1904                                                                                | –                                          | –                                          | –                                          | –                                          | –                                          |      |                                            |                                            |                                            |                                            |                                            |                                            |
| 1908                                                                                | 0                                          | 2                                          | 3                                          | 5                                          | 16                                         |      |                                            |                                            |                                            |                                            |                                            |                                            |
| 1912                                                                                | 1                                          | 6                                          | 5                                          | 12                                         | 14                                         |      |                                            |                                            |                                            |                                            |                                            |                                            |
| 1920                                                                                | 3                                          | 9                                          | 1                                          | 13                                         | 10                                         |      |                                            |                                            |                                            |                                            |                                            |                                            |
| 1924                                                                                | 2                                          | 5                                          | 2                                          | 9                                          | 12                                         |      | 1924                                       | –                                          | –                                          | –                                          | –                                          | –                                          |
| 1928                                                                                | 3                                          | 1                                          | 2                                          | 6                                          | 13                                         |      | 1928                                       | –                                          | –                                          | –                                          | –                                          | –                                          |
| 1932                                                                                | 0                                          | 3                                          | 3                                          | 6                                          | 20                                         |      | 1932                                       | –                                          | –                                          | –                                          | –                                          | –                                          |
| 1936                                                                                | 0                                          | 2                                          | 3                                          | 5                                          | 23                                         |      | 1936                                       | –                                          | –                                          | –                                          | –                                          | –                                          |
| 1948                                                                                | 5                                          | 7                                          | 8                                          | 20                                         | 10                                         |      | 1948                                       | 0                                          | 0                                          | 0                                          | 0                                          | –                                          |
| 1952                                                                                | 2                                          | 1                                          | 3                                          | 6                                          | 15                                         |      | 1952                                       | 0                                          | 0                                          | 0                                          | 0                                          | –                                          |
| 1956                                                                                | 1                                          | 2                                          | 1                                          | 4                                          | 20                                         |      | 1956                                       | –                                          | –                                          | –                                          | –                                          | –                                          |
| 1960                                                                                | 2                                          | 3                                          | 1                                          | 6                                          | 13                                         |      | 1960                                       | 0                                          | 0                                          | 0                                          | 0                                          | –                                          |
| 1964                                                                                | 2                                          | 1                                          | 3                                          | 6                                          | 18                                         |      | 1964                                       | 0                                          | 0                                          | 0                                          | 0                                          | –                                          |
| 1968                                                                                | 1                                          | 4                                          | 3                                          | 8                                          | 22                                         |      | 1968                                       | 0                                          | 0                                          | 0                                          | 0                                          | –                                          |
| 1972                                                                                | 1                                          | 0                                          | 0                                          | 1                                          | 25                                         |      | 1972                                       | –                                          | –                                          | –                                          | –                                          | –                                          |
| 1976                                                                                | 1                                          | 0                                          | 2                                          | 3                                          | 24                                         |      | 1976                                       | –                                          | –                                          | –                                          | –                                          | –                                          |
| 1980                                                                                | 2                                          | 1                                          | 2                                          | 5                                          | 16                                         |      | 1980                                       | –                                          | –                                          | –                                          | –                                          | –                                          |
| 1984                                                                                | 0                                          | 3                                          | 3                                          | 6                                          | 27                                         |      | 1984                                       | –                                          | –                                          | –                                          | –                                          | –                                          |
| 1988                                                                                | 2                                          | 1                                          | 1                                          | 4                                          | 23                                         |      | 1988                                       | 0                                          | 0                                          | 0                                          | 0                                          | –                                          |
| 1992                                                                                | 1                                          | 1                                          | 4                                          | 6                                          | 31                                         |      | 1992                                       | 0                                          | 0                                          | 0                                          | 0                                          | –                                          |
| 1996                                                                                | 4                                          | 1                                          | 1                                          | 6                                          | 19                                         |      | 1994                                       | 0                                          | 0                                          | 0                                          | 0                                          | –                                          |
| 2000                                                                                | 2                                          | 3                                          | 1                                          | 6                                          | 30                                         |      | 1998                                       | 0                                          | 1                                          | 0                                          | 1                                          | 18                                         |
| 2004                                                                                | 2                                          | 1                                          | 5                                          | 8                                          | 37                                         |      | 2002                                       | 0                                          | 0                                          | 0                                          | 0                                          | –                                          |
| 2008                                                                                | 2                                          | 2                                          | 3                                          | 7                                          | 30                                         |      | 2006                                       | 0                                          | 0                                          | 0                                          | 0                                          | –                                          |
| 2012                                                                                | 2                                          | 4                                          | 3                                          | 9                                          | 29                                         |      | 2010                                       | 0                                          | 0                                          | 0                                          | 0                                          | –                                          |
| 2016                                                                                | 2                                          | 6                                          | 7                                          | 15                                         | 28                                         |      | 2014                                       | 0                                          | 0                                          | 0                                          | 0                                          | –                                          |
| 2020                                                                                | 3                                          | 4                                          | 4                                          | 11                                         | 25                                         |      | 2018                                       | 0                                          | 0                                          | 0                                          | 0                                          | –                                          |
| 2024                                                                                | 2                                          | 2                                          | 5                                          | 9                                          | 29                                         |      | 2022                                       | 0                                          | 0                                          | 0                                          | 0                                          | –                                          |
| Gesamt                                                                              | 50                                         | 80                                         | 84                                         | 214                                        |                                            |      | Gesamt                                     | 0                                          | 1                                          | 0                                          | 1                                          |                                            |
| \| \| Gold \| Silber \| Bronze \| Gesamt \| \| Ges. S+W \| 50 \| 81 \| 84 \| 215 \| |                                            |                                            |                                            |                                            |                                            |      |                                            |                                            |                                            |                                            |                                            |                                            |
|                                                                                     | Gold                                       | Silber                                     | Bronze                                     | Gesamt                                     |                                            |      |                                            |                                            |                                            |                                            |                                            |                                            |
| Ges. S+W                                                                            | 50                                         | 81                                         | 84                                         | 215                                        |                                            |      |                                            |                                            |                                            |                                            |                                            |                                            |

## Medaillengewinner
| Inhaltsverzeichnis: A B C D E F G H I J K L M N O P Q R S T U V W Ø |

### A
- Georg Albertsen – Turnen (1-0-0)
Antwerpen 1920: Gold, Freies System, Männer
- Ejler Allert – Rudern (1-0-0)
Stockholm 1912: Gold, Innendolle, Männer
- Anders Andersen – Ringen (0-0-1)
London 1908: Bronze, Griechisch-römisch Mittelgewicht (-73 kg), Männer
- Anja Andersen – Handball (1-0-0)
Atlanta 1996: Gold, Frauen
- Anne Dsane Andersen – Rudern (0-0-1)
Rio de Janeiro 2016: Bronze, Zweier ohne Steuermann, Frauen
- Axel Andersen – Turnen (0-0-1)
Stockholm 1912: Bronze, Freies System, Männer
- Camilla Andersen – Handball (2-0-0)
Atlanta 1996: Gold, Frauen
Sydney 2000: Gold, Frauen
- Carl-Ebbe Andersen – Rudern (1-0-0)
London 1948: Gold, Zweier mit Steuermann, Männer
- Frederik Kobberup Andersen – Kanu (0-1-0)
London 1948: Silber, 1000 m Kajak-Einer, Männer
- Greta Andersen – Schwimmen (1-1-0)
London 1948: Gold, 100 m Freistil, Frauen
London 1948: Silber, 4 × 100 m Freistil, Frauen
- Hjalmart Andersen – Turnen (0-0-1)
Stockholm 1912: Bronze, Freies System, Männer
- Kristine Andersen – Handball (1-0-0)
Athen 2004: Gold, Frauen
- Niels Andersen – Schießen (0-0-1)
Stockholm 1912: Bronze, Freies Gewehr Mannschaft, Männer
- Peter Villemoes Andersen – Turnen (0-1-0)
Stockholm 1912: Silber, Schwedisches System, Männer
- Poul Andersen – Fußball (0-1-0)
Rom 1960: Silber, Männer
- Rudolf Andersen – Turnen (1-0-0)
Antwerpen 1920: Gold, Freies System, Männer
- Eva Arndt – Schwimmen (0-1-0)
London 1948: Silber, 4 × 100 m Freistil, Frauen
- Lasse Bredekjær Andersson – Handball (1-1-0)
Tokio 2020: Silber, Männer
Paris 2024: Gold, Männer
- Cyril Andresen – Segeln (0-1-0)
Melbourne 1956: Silber, Drachen, Männer
- Thomas Sommer Arnoldsen – Handball (1-0-0)
Paris 2024: Gold, Männer
- Gunnar Asmussen – Radsport (1-0-0)
Mexiko-Stadt 1968: Gold, 4000 m Mannschaftsverfolgung, Männer
- Heidi Astrup – Handball (1-0-0)
Atlanta 1996: Gold, Frauen
- Viktor Axelsen – Badminton (2-0-1)
Rio de Janeiro 2016: Bronze, Einzel, Männer
Tokio 2020: Gold, Einzel, Männer
Paris 2024: Gold, Einzel, Männer

### B
- Daniel Bachmann Andersen – Reiten (0-0-1)
Paris 2024: Bronze, Dressur Mannschaft
- Klaus Baess – Segeln (0-0-1)
London 1948: Bronze, Drachen, Männer
- Valdemar Bandolowski – Segeln (2-0-0)
Montréal 1976: Gold, Soling, Männer
Moskau 1980: Gold, Soling, Männer
- Jesper Bank – Segeln (2-0-1)
Seoul 1988: Bronze, Soling, Männer
Barcelona 1992: Gold, Soling, Männer
Sydney 2000: Gold, Soling, Männer
- Jacob Barsøe – Rudern (0-1-1)
London 2012: Bronze, Leichtgewichts-Vierer, Männer
Rio de Janeiro 2016: Silber, Leichtgewichts-Vierer, Männer
- Ole Berntsen – Segeln (1-1-1)
London 1948: Bronze, Drachen, Männer
Melbourne 1956: Silber, Drachen, Männer
Tokio 1964: Gold, Drachen, Männer
- William Berntsen – Segeln (0-1-1)
London 1948: Bronze, Drachen, Männer
Rom 1960: Silber, 5,5-Meter-Klasse, Männer
- Paul Ludwig Berth – Fußball (0-1-0)
Stockholm 1912: Silber, Männer
- Jane Bidstrup – Curling (0-1-0)
Nagano 1998: Silber, Frauen
- Aage Birch – Segeln (0-1-0)
Mexiko-Stadt 1968: Silber, Drachen, Männer
- Halvor Birch – Turnen (0-0-1)
Stockholm 1912: Bronze, Freies System, Männer
- Johannes Birk – Turnen (0-1-0)
Antwerpen 1920: Silber, Schwedisches System, Männer
- Erik Bisgaard – Rudern (0-0-1)
Stockholm 1912: Bronze, Vierer mit Steuermann, Männer
- Hans Bjerrum – Feldhockey (0-1-0)
Antwerpen 1920: Silber, Männer
- Turpal Bisultanov – Ringen (0-0-1)
Paris 2024: Bronze, Mittelgewicht griechisch-römisch, Männer
- Ejvind Blach – Feldhockey (0-1-0)
Antwerpen 1920: Silber, Männer
- Svend Blach – Feldhockey (0-1-0)
Antwerpen 1920: Silber, Männer
- Henrik Blakskjær – Segeln (1-0-0)
Sydney 2000: Gold, Soling, Männer
- Verner Blaudzun – Radsport (0-0-1)
Montréal 1976: Bronze, 100 km Mannschaftszeitfahren, Männer
- Pernille Blume – Schwimmen (1-0-2)
Rio de Janeiro 2016: Gold, 50 m Freistil, Frauen
Rio de Janeiro 2016: Bronze, 4 × 100 m Lagen, Frauen
Tokio 2020: Bronze, 50 m Freistil, Frauen
- Mathias Boe – Badminton (0-1-0)
London 2012: Silber, Doppel, Männer
- Valdemar Bøggild – Turnen (0-1-0)
Stockholm 1912: Silber, Schwedisches System, Männer
- Harald Bohr – Fußball (0-1-0)
London 1908: Silber, Männer
- Jens Bojsen-Møller – Segeln (0-0-1)
Barcelona 1992: Bronze, Flying Dutchman, Männer
- Jørgen Bojsen-Møller – Segeln (1-0-1)
Seoul 1988: Gold, Flying Dutchman, Männer
Barcelona 1992: Bronze, Flying Dutchman, Männer
- Tina Bøttzau – Handball (2-0-0)
Atlanta 1996: Gold, Frauen
Sydney 2000: Gold, Frauen
- Karen Brødsgaard – Handball (2-0-0)
Sydney 2000: Gold, Frauen
Athen 2004: Gold, Frauen
- Charles Buchwald – Fußball (0-2-0)
London 1908: Silber, Männer
Stockholm 1912: Silber, Männer
- Louise Burgaard – Handball (0-0-1)
Paris 2024: Bronze, Frauen

### C
- Lily Carlstedt – Leichtathletik (0-0-1)
London 1948: Bronze, Speerwurf, Frauen
- Fritze Carstensen – Schwimmen (0-1-0)
London 1948: Silber, 4 × 100 m Freistil, Frauen
- Sofie Castenschiold – Tennis (0-1-0)
Stockholm 1912: Silber, Einzel Halle, Frauen
- Harald Christensen – Radsport (0-0-1)
Los Angeles 1932: Bronze, 2000 m Tandem, Männer
- Steen Christensen – Segeln (0-1-0)
Rom 1960: Silber, 5,5-Meter-Klasse, Männer
- Søren Peter Christensen – Turnen (0-1-0)
Stockholm 1912: Silber, Schwedisches System, Männer
- Erik Christiansen – Rudern (0-0-1)
Los Angeles 1984: Bronze, Vierer ohne Steuermann, Männer
- Mads Christiansen – Handball (1-0-0)
Rio de Janeiro 2016: Gold, Männer
- Peter Fich Christiansen – Rudern (0-0-1)
Mexiko-Stadt 1968: Bronze, Zweier ohne Steuermann, Männer
- Birte Christoffersen – Wasserspringen (0-0-1)
London 1948: Bronze, Turmspringen, Frauen
- Hjalmar Christoffersen – Fußball (0-1-0)
Stockholm 1912: Silber, Männer
- Stefanie Clausen – Wasserspringen (1-0-0)
Antwerpen 1920: Gold, Turmspringen, Frauen
- Ejgil Clemmensen – Rudern (0-0-1)
Stockholm 1912: Bronze, Vierer mit Steuermann, Männer

### D
- Ludvig Dam – Schwimmen (0-1-0)
London 1908: Bronzen, 100 m Rücken, Männer
- Michael Damgaard – Handball (1-0-0)
Rio de Janeiro 2016: Gold, Männer
- John Danielsen – Fußball (0-1-0)
Rom 1960: Silber, Männer
- Line Daugaard – Handball (1-0-0)
Athen 2004: Gold, Frauen
- Knud Degn – Segeln (0-1-0)
Paris 1924: Silber, 6-Meter-Klasse, Männer
- Viggo Dibbern – Turnen (1-0-0)
Antwerpen 1920: Gold, Freies System, Männer
- Amalie Dideriksen – Radsport (0-1-0)
Tokio 2020: Silber, Madison, Frauen
- Ludvig Drescher – Fußball (0-1-0)
London 1908: Silber, Männer
- Peter Due – Segeln (0-1-0)
Moskau 1980: Silber, Tornado, Männer
- Steen Due – Feldhockey (0-1-0)
Antwerpen 1920: Silber, Männer

### E
- Eskild Ebbesen – Rudern (3-0-2)
Atlanta 1996: Gold, Leichtgewichts-Vierer ohne Steuermann, Männer
Sydney 2000: Bronze, Leichtgewichts-Vierer ohne Steuermann, Männer
Athen 2004: Gold, Leichtgewichts-Vierer ohne Steuermann, Männer
Peking 2008: Gold, Leichtgewichts-Vierer, Männer
London 2012: Bronze, Leichtgewichts-Vierer, Männer
- Thomas Ebert – Rudern (2-0-1)
Sydney 2000: Bronze, Leichtgewichts-Vierer ohne Steuermann, Männer
Athen 2004: Gold, Leichtgewichts-Vierer ohne Steuermann, Männer
Peking 2008: Gold, Leichtgewichts-Vierer, Männer
- Thorvald Eigenbrod – Feldhockey (0-1-0)
Antwerpen 1920: Silber, Männer
- Helena Elver – Handball (0-0-1)
Paris 2024: Bronze, Frauen
- Paul Elvstrøm – Segeln (4-0-0)
London 1948: Gold, Ein-Mann-Boot (Firefly), Männer
Helsinki 1952: Gold, Ein-Mann-Boot (Finn-Dinghy), Männer
Melbourne 1956: Gold, Ein-Mann-Boot (Finn-Dinghy), Männer
Rom 1960: Gold, Ein-Mann-Boot (Finn-Dinghy), Männer
- Henning Enoksen – Fußball (0-1-0)
Rom 1960: Silber, Männer
- Hanne Eriksen – Rudern (0-0-1)
Los Angeles 1984: Bronze, Vierer mit Steuerfrau, Frauen
- Ingvald Eriksen – Turnen (0-1-0)
Stockholm 1912: Silber, Schwedisches System, Männer
- Jens Eriksen – Badminton (0-0-1)
Athen 2004: Bronze, Mixed
- Johannes Thorvald Eriksen – Ringen (0-0-1)
Antwerpen 1920: Bronze, Griechisch-römisch Leichtschwergewicht (-82 kg), Männer

### F
- Frans Faber – Feldhockey (0-1-0)
Antwerpen 1920: Silber, Männer
- George Falcke – Turnen (0-1-0)
Stockholm 1912: Silber, Schwedisches System, Männer
- Willy Falck Hansen – Radsport (1-1-1)
Paris 1924: Silber, 2000 m Tandem, Männer
Amsterdam 1928: Gold, 1000 m Zeitfahren, Männer
Amsterdam 1928: Bronze, 1000 m Sprint, Männer
- Victor Feddersen – Rudern (1-0-1)
Atlanta 1996: Gold, Leichtgewichts-Vierer ohne Steuermann, Männer
Sydney 2000: Bronze, Leichtgewichts-Vierer ohne Steuermann, Männer
- Joachim Fischer Nielsen – Badminton (0-0-1)
London 2012: Bronze, Mixed Doppel
- Marianne Florman – Handball (1-0-0)
Atlanta 1996: Gold, Frauen
- Hans Fogh – Segeln (0-1-0)
Rom 1960: Silber, Flying Dutchman, Männer
- Aage Frandsen – Turnen (1-0-0)
Antwerpen 1920: Gold, Freies System, Männer
- Rasmus Frandsen – Rudern (0-0-1)
Stockholm 1912: Bronze, Vierer mit Steuermann, Männer
- Gert Frank – Radsport (0-0-1)
Montréal 1976: Bronze, 100 km Mannschaftszeitfahren, Männer
- Jørgen Frantzen – Rudern (0-0-1)
Helsinki 1952: Bronze, Zweier mit Steuermann, Männer
- Niels Fredborg – Radsport (1-1-1)
Mexiko-Stadt 1968: Silber, 1000 m Zeitfahren, Männer
München 1972: Gold, 1000 m Zeitfahren, Männer
Montréal 1976: Bronze, 1000 m Zeitfahren, Männer
- Christian Frederiksen – Kanu (0-1-0)
Barcelona 1992: Silber, 1000 m Zweier-Canadier, Männer
- Emma Friis – Handball (0-0-1)
Paris 2024: Bronze, Frauen
- Lotte Friis – Schwimmen (0-0-1)
Peking 2008: Bronze, 800 m Freistil, Frauen
- Henry From – Fußball (0-1-0)
Rom 1960: Silber, Männer
- Dan Frost – Radsport (1-0-0)
Seoul 1988: Gold, Punktefahren, Männer
- Ken Frost – Radsport (0-0-1)
Barcelona 1992: Bronze, 4000 m Mannschaftsverfolgung, Männer
- Katrine Fruelund – Handball (2-0-0)
Sydney 2000: Gold, Frauen
Athen 2004: Gold, Frauen
- Jakob Fuglsang – Radsport (0-1-0)
Rio de Janeiro 2016: Silber, Straße, Männer

### G
- Torkild Garp – Turnen (0-1-0)
Stockholm 1912: Silber, Schwedisches System, Männer
- Willy Gervin – Radsport (0-0-1)
Los Angeles 1932: Bronze, 2000 m Tandem, Männer
- Mathias Gidsel – Handball (1-1-0)
Tokio 2020: Silber, Männer
Paris 2024: Gold, Männer
- Anders Golding – Schießen (0-1-0)
London 2012: Silber, Wurfscheibe Skeet, Männer
- Jannick Green Krejberg – Handball (1-0-0)
Rio de Janeiro 2016: Gold, Männer
- Torben Grimmel – Schießen (0-1-0)
Sydney 2000: Silber, Kleinkaliber liegend, Männer
- Wilhelm Grimmelmann – Turnen (0-0-1)
Stockholm 1912: Bronze, Freies System, Männer
- Maja Grønbek – Handball (1-0-0)
Sydney 2000: Gold, Frauen
- Christian Grønborg – Segeln (1-0-0)
Seoul 1988: Gold, Flying Dutchman, Männer

### H
- Jens Hajslund – Schießen (0-0-1)
Stockholm 1912: Bronze, Freies Gewehr Mannschaft, Männer
- Simon Hald Jensen – Handball (1-0-0)
Paris 2024: Gold, Männer
- Helge Halkjær – Rudern (0-1-0)
London 1948: Silber, Vierer ohne Steuermann, Männer
- Conny Hamann – Handball (1-0-0)
Atlanta 1996: Gold, Frauen
- Birgitte Hanel – Rudern (0-0-1)
Los Angeles 1984: Bronze, Vierer mit Steuerfrau, Frauen
- Søren Hancke – Segeln (0-1-0)
Rom 1960: Silber, 5,5-Meter-Klasse, Männer
- Aksel Bonde – Rudern (0-1-0)
London 1948: Silber, Vierer ohne Steuermann, Männer
- Anja Byrial Hansen – Handball (1-0-0)
- Anna Mette Hansen – Handball (0-0-1)
Paris 2024: Bronze, Frauen
Atlanta 1996: Gold, Frauen
- Arvor Hansen – Turnen (0-0-1)
Stockholm 1912: Bronze, Freies System, Männer
- Bent Hansen – Fußball (0-1-0)
Rom 1960: Silber, Männer
- Christian Hansen – Turnen (0-0-1)
Stockholm 1912: Bronze, Freies System, Männer
- Christian Henrik Hansen – Ringen (0-0-1)
London 1948: Bronze, Griechisch-römisch Weltergewicht (-73 kg), Männer
- Edmund Hansen – Radsport (0-1-0)
Paris 1924: Silber, 2000 m Tandem, Männer
- Eivind Willy Hansen – Kanu (0-1-0)
London 1948: Silber, 1000 m Kajak-Zweier, Männer
- Erik Hansen – Segeln (2-0-0)
Montréal 1976: Gold, Soling, Männer
Moskau 1980: Gold, Soling, Männer
- Erik Hansen – Kanu (1-0-2)
Rom 1960: Gold, 1000 m Kajak-Einer, Männer
Rom 1960: Bronze, 4 × 500 m Kajak-Einer, Männer
Mexiko-Stadt 1968: Bronze, 1000 m Einer-Kajak, Männer
- Frede Hansen – Turnen (0-1-0)
Antwerpen 1920: Silber, Schwedisches System, Männer
- Frederik Hansen – Turnen (0-1-0)
Antwerpen 1920: Silber, Schwedisches System, Männer
- Hans Jørgen Hansen – Feldhockey (0-1-0)
Antwerpen 1920: Silber, Männer
- Hans Trier Hansen – Turnen (0-1-0)
Stockholm 1912: Silber, Schwedisches System, Männer
- Harald Hansen – Fußball (0-2-0)
London 1908: Silber, Männer
Stockholm 1912: Silber, Männer
- Henry Hansen – Radsport (2-1-0)
Amsterdam 1928: Gold, Straßenrennen, Männer
Amsterdam 1928: Gold, Mannschaftszeitfahren, Männer
Los Angeles 1932: Silber, Mannschaftszeitfahren, Männer
- Jena Hansen – Segeln (0-0-1)
Rio de Janeiro 2016: Bronze, 49er FX, Frauen
- Jesper Hansen – Schießen (0-1-0)
Tokio 2020: Silber, Skeet, Männer
- Jóhan á Plógv Hansen – Handball (0-1-0)
Tokio 2020: Silber, Männer
- Johannes Hansen – Turnen (0-1-0)
Stockholm 1912: Silber, Schwedisches System, Männer
- John Hansen – Fußball (0-0-1)
London 1948: Bronze, Männer
- John Ørsted Hansen – Rudern (1-0-0)
Tokio 1964: Gold, Vierer ohne Steuermann, Männer
- Jørgen Christian Hansen – Rudern (1-0-0)
Stockholm 1912: Gold, Innendolle, Männer
- Jørgen Emil Hansen – Radsport (0-0-1)
Montréal 1976: Bronze, 100 km Mannschaftszeitfahren, Männer
- Karl Aage Hansen – Fußball (0-0-1)
London 1948: Bronze, Männer
- Kristian Hansen – Turnen (0-1-0)
Antwerpen 1920: Silber, Schwedisches System, Männer
- Lasse Norman Hansen – Radsport (2-1-2)
London 2012: Gold, Omnium, Männer
Rio de Janeiro 2016: Bronze, Omnium, Männer
Rio de Janeiro 2016: Bronze, 4000 m Mannschaftsverfolgung, Männer
Tokio 2020: Gold, Madison, Männer
Tokio 2020: Silber, Mannschaftsverfolgung, Männer
- Marius Hansen – Turnen (0-0-1)
Stockholm 1912: Bronze, Freies System, Männer
- Mikkel Hansen – Handball (2-1-0)
Rio de Janeiro 2016: Gold, Männer
Tokio 2020: Silber, Männer
Paris 2024: Gold, Männer
- Poul Hansen – Ringen (0-1-0)
Antwerpen 1920: Silber, Griechisch-römisch Superschwergewicht (über 82 kg), Männer
- Rasmus Hansen – Turnen (0-1-0)
Stockholm 1912: Silber, Schwedisches System, Männer
- Sophus Hansen – Fußball (0-1-0)
Stockholm 1912: Silber, Männer
- Trine Hansen – Rudern (0-0-1)
Atlanta 1996: Bronze, Einer, Frauen
- Lis Hartel – Reiten (0-2-0)
Helsinki 1952: Silber, Dressur Einzel
Melbourne 1956: Silber, Dressur Einzel
- Poul Hartmann – Rudern (1-0-0)
Stockholm 1912: Gold, Innendolle, Männer
- Karen Harup – Schwimmen (1-2-0)
London 1948: Gold, 100 m Rücken, Frauen
London 1948: Silber, 400 m Freistil, Frauen
London 1948: Silber, 4 × 100 m Freistil, Frauen
- Bjørn Hasløv – Rudern (1-0-0)
Tokio 1964: Gold, Vierer ohne Steuermann, Männer
- Line Haugsted – Handball (0-0-1)
Paris 2024: Bronze, Frauen
- Finn Haunstoft – Kanu (1-0-0)
Helsinki 1952: Gold, 1000 m Zweier-Canadier, Männer
- Grete Heckscher – Fechten (0-0-1)
Paris 1924: Bronze, Florett Einzel, Frauen
- Kathrine Heindahl – Handball (0-0-1)
Paris 2024: Bronze, Frauen
- Andreas Helgstrand – Reitsport (0-0-1)
Peking 2008: Bronze, Dressur, Mannschaft
- Kurt Helmudt – Rudern (1-0-0)
Tokio 1964: Gold, Vierer ohne Steuermann, Männer
- Hugo Helsten – Turnen (1-0-0)
Antwerpen 1920: Gold, Freies System, Männer
- Niels Henriksen – Rudern (1-0-0)
Atlanta 1996: Gold, Leichtgewichts-Vierer ohne Steuermann, Männer
- Tage Henriksen – Rudern (1-0-0)
London 1948: Gold, Zweier mit Steuermann, Männer
- Hans Christian Herlak – Feldhockey (0-1-0)
Antwerpen 1920: Silber, Männer
- Steen Herschend – Segeln (0-1-0)
Stockholm 1912: Silber, 6-Meter-Klasse, Männer
- Karen Hoff – Kanu (1-0-0)
London 1948: Gold, 500 m Kajak-Einer, Frauen
- Anette Hoffmann – Handball (2-0-0)
Atlanta 1996: Gold, Frauen
Sydney 2000: Gold, Frauen
- Dorthe Holm – Curling (0-1-0)
Nagano 1998: Silber, Frauen
- Harry Holm – Turnen (1-0-0)
Antwerpen 1920: Gold, Freies System, Männer
- Jacob Holm – Handball (0-1-0)
Tokio 2020: Silber, Männer
- Henning Holst – Feldhockey (0-1-0)
Antwerpen 1920: Silber, Männer
- René Holten Poulsen – Kanu (0-1-0)
Peking 2008: Silber, K-2 1000 m, Männer
- Hans Hovgaard Jakobsen – Turnen (0-1-0)
Antwerpen 1920: Silber, Schwedisches System, Männer
- Aage Høy-Petersen – Segeln (0-1-0)
- Edi Hrnic – Taekwondo (0-0-1)
Paris 2024: Bronze, Mittelgewicht, Männer
Amsterdam 1928: Silber, 6-Meter-Klasse, Männer
- Erik Husted – Feldhockey (0-1-0)
Antwerpen 1920: Silber, Männer
- Ragnhild Hveger – Schwimmen (0-1-0)
Berlin 1936: Silber, 400 m Freistil, Frauen
- Jonas Høgh-Christensen – Segeln (0-1-0)
London 2012: Silber, Finn-Dinghy, Männer
- Rikke Hørlykke – Handball (1-0-0)
Athen 2004: Gold, Frauen
- Arne Høyer – Kanu (0-0-1)
Rom 1960: Bronze, 4 × 500 m Kajak-Einer, Männer
- Poul-Erik Høyer Larsen – Badminton (1-0-0)
Atlanta 1996: Gold, Einzel, Männer
- Edi Hrnic – Taekwondo (0-0-1)
Paris 2024: Bronze, Mittelgewicht bis 80 kg, Männer
- Mie Højlund – Handball (0-0-1)
Paris 2024: Bronze, Frauen

### I
- Preben Isaksson – Radsport (0-0-1)
Tokio 1964: Bronze, 4000 m Einzelverfolgung, Männer
- Rikke Iversen – Handball (0-0-1)
Paris 2024: Bronze, Frauen
- Sarah Iversen – Handball (0-0-1)
Paris 2024: Bronze, Frauen

### J
- Else Jacobsen – Schwimmen (0-0-1)
Los Angeles 1932: Bronze, 200 m Brust, Frauen
- Thomas Jacobsen – Segeln (1-0-0)
Sydney 2000: Gold, Soling, Männer
- Emil Manfeldt Jakobsen – Handball (1-1-0)
Tokio 2020: Silber, Männer
Paris 2024: Gold, Männer
- Henning Lynge Jakobsen – Kanu (0-1-1)
Los Angeles 1984: Silber, 500 m Einer-Canadier, Männer
Los Angeles 1984: Bronze, 1000 m Einer-Canadier, Männer
- Herold Jansson – Turnen (1-0-0)
Antwerpen 1920: Gold, Freies System, Männer
- Anne Grethe Jensen – Reiten (0-1-0)
Los Angeles 1984: Silber, Dressur Einzel
- Bernhard Jensen – Kanu (0-1-0)
London 1948: Silber, 1000 m Kajak-Zweier, Männer
- Carl Jensen – Ringen (0-0-1)
London 1908: Bronze, Griechisch-römisch Leichtschwergewicht (-93 kg), Männer
- Charles Jensen – Turnen (0-0-1)
Stockholm 1912: Bronze, Freies System, Männer
- Dorte Jensen – Segeln (0-0-1)
Athen 2004: Bronze, Yngling-Klasse, Frauen
- Hans Viggo Jensen – Fußball (0-0-1)
London 1948: Bronze, Männer
- Jens Kristian Jensen – Turnen (0-1-0)
Stockholm 1912: Silber, Schwedisches System, Männer
- Mogens Frey – Radsport (1-1-0)
Mexiko-Stadt 1968: Silber, 4000 m Einzelverfolgung, Männer
Mexiko-Stadt 1968: Gold, 4000 m Mannschaftsverfolgung, Männer
- Alfred Jensen – Turnen (0-1-0)
Stockholm 1912: Silber, Schwedisches System, Männer
- Poul Jensen – Fußball (0-1-0)
Rom 1960: Silber, Männer
- Poul Høj Jensen – Segeln (2-0-0)
Montréal 1976: Gold, Soling, Männer
Moskau 1980: Gold, Soling, Männer
- Søren Marinus Jensen – Ringen (0-0-2)
London 1908: Bronze, Griechisch-römisch Superschwergewicht (über 93 kg), Männer
Stockholm 1912: Bronze, Griechisch-römisch, Superschwergewicht (über 82,5 kg), Männer
- Tage Ivan Jensen – Fußball (0-0-1)
London 1948: Bronze, Männer
- Trine Jensen – Handball (1-0-0)
Athen 2004: Gold, Frauen
- Viggo Jensen – Gewichtheben, Schießen (1-1-1)
Athen 1896: Gold, Schwergewicht beidarmig, Männer
Athen 1896: Silber, Schwergewicht einarmig, Männer
Athen 1896: Bronze, Militärgewehr 300 m, Männer
- Helle Jespersen – Segeln (0-0-1)
Athen 2004: Bronze, Yngling-Klasse, Frauen
- Erling Jessen – Kanu (0-0-1)
Rom 1960: Bronze, 4 × 500 m Kajak-Einer, Männer
- Michael Jessen – Rudern (0-0-1)
Los Angeles 1984: Bronze, Vierer ohne Steuermann, Männer
- Gotfred Johansen – Boxen (0-1-0)
Antwerpen 1920: Silber, Leichtgewicht (-61,24 kg), Männer
- Hjalmar Johansen – Turnen (0-0-1)
Stockholm 1912: Bronze, Freies System, Männer
- Robert Johnsen – Turnen (1-0-0)
Antwerpen 1920: Gold, Freies System, Männer
- Kamilla Rytter Juhl – Badminton (0-1-0)
Rio de Janeiro 2016: Silber, Mixed Doppel, Frauen
- Christian Juhl – Turnen (1-0-0)
Antwerpen 1920: Gold, Freies System, Männer
- Aage Jørgensen – Turnen (0-1-0)
Antwerpen 1920: Silber, Schwedisches System, Männer
- Alfred Frøkjær Jørgensen – Turnen (0-1-0)
Antwerpen 1920: Silber, Schwedisches System, Männer
- Alfred Ollerup Jørgensen – Turnen (0-1-0)
Antwerpen 1920: Silber, Schwedisches System, Männer
- Arne Jørgensen – Turnen (0-1-0)
Antwerpen 1920: Silber, Schwedisches System, Männer
- Casper Jørgensen – Radsport (0-1-0)
Peking 2008: Silber, Mannschaftsverfolgung, Männer
- Emma Jørgensen – Kanu (0-1-3)
Rio de Janeiro 2016: Silber, Einer-Kajak 500 m, Frauen
Tokio 2020: Bronze, Einer-Kajak 200 m, Frauen
Tokio 2020: Bronze, Einer-Kajak 500 m, Frauen
Paris 2024: Bronze, Einer-Kajak 500 m, Frauen
- Harry Jørgensen – Rudern (0-0-1)
Mexiko-Stadt 1968: Bronze, Zweier mit Steuermann, Männer
- Kristina Jørgensen – Handball (0-0-1)
Paris 2024: Bronze, Frauen
- Lukas Lindhard Jørgensen – Handball (1-0-0)
Paris 2024: Gold, Männer
- Morten Jørgensen – Rudern (1-1-1)
Peking 2008: Gold, Leichtgewichts-Vierer, Männer
London 2012: Bronze, Leichtgewichts-Vierer, Männer
Rio de Janeiro 2016: Silber, Leichtgewichts-Vierer, Männer
- Orla Jørgensen – Radsport (1-0-0)
Amsterdam 1928: Gold, Mannschaftszeitfahren, Männer
- Peter Oscar Jørgensen – Boxen (0-0-1)
Los Angeles 1932: Bronze, Leichtschwergewicht (-79,38 kg), Männer
- Poul Preben Jørgensen – Turnen (0-0-1)
Stockholm 1912: Bronze, Freies System, Männer
- Victor Jørgensen – Boxen (0-0-1)
Helsinki 1952: Bronze, Weltergewicht (-67 kg), Männer

### K
- Wilson Kipketer – Leichtathletik (0-1-1)
Sydney 2000: Silber, 800 m, Männer
Athen 2004: Bronze, 800 m, Männer
- Karl Kirk – Turnen (0-1-0)
Stockholm 1912: Silber, Schwedisches System, Männer
- Frode Kirkebjerg – Reiten (0-1-0)
Paris 1924: Silber, Military Einzel
- Jens Kirkegaard – Turnen (0-1-0)
Stockholm 1912: Silber, Schwedisches System, Männer
- Knud Kirkeløkke – Turnen (0-1-0)
Antwerpen 1920: Silber, Schwedisches System, Männer
- Niclas Kirkeløkke – Handball (1-0-0)
Paris 2024: Gold, Männer
- Martin Kirketerp – Segeln (1-0-0)
Peking 2008: Gold, 49er Klasse, offen
- Lotte Kiærskou – Handball (2-0-0)
Sydney 2000: Gold, Frauen
Athen 2004: Gold, Frauen
- Olaf Kjems – Turnen (0-1-0)
Stockholm 1912: Silber, Schwedisches System, Männer
- Per Kjærgaard Nielsen – Segeln (0-1-0)
Moskau 1980: Silber, Tornado, Männer
- Tonje Kjærgaard – Handball (2-0-0)
Atlanta 1996: Gold, Frauen
Sydney 2000: Gold, Frauen
- Harry Knudsen – Rudern (0-0-1)
London 1948: Bronze, Vierer mit Steuermann, Männer
- Lotte Koefoed – Rudern (0-0-1)
Los Angeles 1984: Bronze, Vierer mit Steuerfrau, Frauen
- Janne Kolling – Handball (2-0-0)
Atlanta 1996: Gold, Frauen
Sydney 2000: Gold, Frauen
- Preben Krab – Rudern (0-0-1)
Mexiko-Stadt 1968: Bronze, Zweier mit Steuermann, Männer
- Jørn Krab – Rudern (0-0-1)
Mexiko-Stadt 1968: Bronze, Zweier mit Steuermann, Männer
- Carl Krebs – Turnen (0-0-1)
Stockholm 1912: Bronze, Freies System, Männer
- Thor Kristensen – Rudern (1-0-0)
Athen 2004: Gold, Leichtgewichts-Vierer ohne Steuermann, Männer
- Mads Kruse Andersen – Rudern (1-0-0)
Peking 2008: Gold, Leichtgewichts-Vierer, Männer
- Abraham Kurland – Ringen (0-1-0)
Los Angeles 1932: Silber, Griechisch-römisch Leichtgewicht (-66 kg), Männer

### L
- Karen Lachmann – Fechten (0-0-2)
London 1948: Bronze, Florett Einzel, Frauen
Helsinki 1952: Bronze, Florett Einzel, Frauen
- Jens Lambæk – Turnen (0-1-0)
Antwerpen 1920: Silber, Schwedisches System, Männer
- Magnus Landin Jacobsen – Handball (1-1-0)
Tokio 2020: Silber, Männer
Paris 2024: Gold, Männer
- Niklas Landin Jacobsen – Handball (2-1-0)
Rio de Janeiro 2016: Gold, Männer
Tokio 2020: Silber, Männer
Paris 2024: Gold, Männer
- Vilhelm Lange – Turnen (1-0-0)
Antwerpen 1920: Gold, Freies System, Männer
- Aage Larsen – Rudern (0-1-0)
London 1948: Silber, Doppelzweier, Männer
- Carl Larsen – Turnen (0-1-0)
Stockholm 1912: Silber, Schwedisches System, Männer
- Erik Larsen – Rudern (0-0-1)
London 1948: Bronze, Vierer mit Steuermann, Männer
- Harry Larsen – Rudern (0-1-0)
Berlin 1936: Silber, Zweier ohne Steuermann, Männer
- Henry Larsen – Rudern (0-0-1)
London 1948: Bronze, Vierer mit Steuermann, Männer
- Ib Ivan Larsen – Rudern (0-0-1)
Mexiko-Stadt 1968: Bronze, Zweier ohne Steuermann, Männer
- Ib Storm Larsen – Rudern (0-1-0)
London 1948: Silber, Vierer ohne Steuermann, Männer
- Jacob Larsen – Rudern (0-1-0)
Rio de Janeiro 2016: Silber, Leichtgewichts-Vierer, Männer
- Kristjan Larsen – Turnen (0-1-0)
Antwerpen 1920: Silber, Schwedisches System, Männer
- Laurits Larsen – Schießen (0-0-1)
Stockholm 1912: Bronze, Freies Gewehr Mannschaft, Männer
- Niels Larsen – Schießen (1-1-3)
Stockholm 1912: Bronze, Freies Gewehr, Männer
Stockholm 1912: Bronze, Freies Gewehr Mannschaft, Männer
Antwerpen 1920: Silber, Freies Gewehr Dreistellung, Männer
Antwerpen 1920: Gold, Armeegewehr Mannschaft, Männer
Paris 1924: Bronze, Freies Gewehr, Männer
- Niklas Larsen – Radsport (0-1-2)
Rio de Janeiro 2016: Bronze, 4000 m Mannschaftsverfolgung, Männer
Tokio 2020: Bronze, 4000 m Mannschaftsverfolgung, Männer
Paris 2024: Bronze, Madison, Männer
- Cathrine Laudrup-Dufour – Reiten (0-0-1)
Paris 2024: Bronze, Dressur Mannschaft
Barcelona 1992: Bronze, Einzel, Männer
- Susanne Munk Lauritsen – Handball (1-0-0)
Atlanta 1996: Gold, Frauen
- Rasmus Lauge Schmidt – Handball (1-0-0)
Paris 2024: Gold, Männer
- Jens Peter Laursen – Turnen (0-1-0)
Stockholm 1912: Silber, Schwedisches System, Männer
- Helena Blach Lavrsen – Curling (0-1-0)
Nagano 1998: Silber, Frauen
- Marius Lefevre – Turnen (0-1-0)
Stockholm 1912: Silber, Schwedisches System, Männer
- Julie Leth – Radsport (0-1-0)
Tokio 2020: Silber, Madison, Frauen
- Sven Linck – Segeln (0-1-0)
Amsterdam 1928: Silber, 6-Meter-Klasse, Männer
- Hans Lindberg – Handball (1-0-0)
Paris 2024: Gold, Männer
- Paul Lindemark Jørgensen – Segeln (0-1-0)
Mexiko-Stadt 1968: Silber, Drachen, Männer
- August Lindgren – Fußball (0-1-0)
London 1908: Silber, Männer
- Signe Livbjerg – Segeln (0-0-1)
Athen 2004: Bronze, Europe-Klasse, Frauen
- Jørn Lund – Radsport (0-0-1)
Montréal 1976: Bronze, 100 km Mannschaftszeitfahren, Männer
- Knud Lundberg – Fußball (0-0-1)
London 1948: Bronze, Männer
- Peder Lykkeberg – Schwimmen (0-0-1)
Paris 1900: Bronze, Unterwasserschwimmen, Männer
- Per Lyngemark – Radsport (1-0-0)
Mexiko-Stadt 1968: Gold, 4000 m Mannschaftsverfolgung, Männer

### M
- Frederik Madsen – Radsport (0-1-1)
Rio de Janeiro 2016: Bronze, 4000 m Mannschaftsverfolgung, Männer
Tokio 2020: Silber, Mannschaftsverfolgung, Männer
- Gitte Madsen – Handball (1-0-0)
Atlanta 1996: Gold, Frauen
- Jens-Erik Madsen – Radsport (0-1-0)
Peking 2008: Silber, Mannschaftsverfolgung, Männer
- Jimmi Madsen – Radsport (0-0-1)
Barcelona 1992: Bronze, 4000 m Mannschaftsverfolgung, Männer
- Kristian Madsen – Turnen (0-1-0)
Antwerpen 1920: Silber, Schwedisches System, Männer
- Lars Jørgen Madsen – Schießen (2-2-1)
Paris 1900: Gold, Armeegewehr stehend, Männer
Stockholm 1912: Silber, Freies Gewehr, Männer
Stockholm 1912: Bronze, Freies Gewehr Mannschaft, Männer
Antwerpen 1920: Gold, Armeegewehr Mannschaft, Männer
Antwerpen 1920: Silber, Armeegewehr stehend, Männer
- Mark Overgaard Madsen – Ringen (0-1-0)
Rio de Janeiro 2016: Silber, Klasse -75 kg, Männer
- Søren Madsen – Rudern (0-0-1)
Sydney 2000: Bronze, Leichtgewichts-Vierer ohne Steuermann, Männer
- Peder Marcussen – Turnen (1-0-0)
Antwerpen 1920: Gold, Freies System, Männer
- Poul Mark – Turnen (0-1-0)
Stockholm 1912: Silber, Schwedisches System, Männer
- Niels Markussen – Segeln (0-1-0)
Mexiko-Stadt 1968: Silber, Drachen, Männer
- Camilla Martin – Badminton (0-1-0)
Sydney 2000: Silber, Einzel, Frauen
- Jan Mathiasen – Segeln (0-0-1)
Seoul 1988: Bronze, Soling, Männer
- Hans Mathiesen Lunding – Reiten (0-0-1)
Berlin 1936: Bronze, Military Einzel
- Michael Maze – Tischtennis (0-0-1)
Athen 2004: Bronze, Doppel, Männer
- Mads Mensah Larsen – Handball (1-1-0)
Rio de Janeiro 2016: Gold, Männer
Tokio 2020: Silber, Männer
- Paul Metz – Feldhockey (0-1-0)
Antwerpen 1920: Silber, Männer
- Hans Meulengracht-Madsen – Segeln (0-1-0)
Stockholm 1912: Silber, 6-Meter-Klasse, Männer
- Svend Madsen – Turnen (1-0-0)
Antwerpen 1920: Gold, Freies System, Männer
- Vigo Meulengracht Madsen – Turnen (0-0-1)
Stockholm 1912: Bronze, Freies System, Männer
- Michael Jacob Michaelsen – Boxen (0-0-1)
Amsterdam 1928: Bronze, Schwergewicht (über 79,38 kg), Männer
- Kristian Middelboe – Fußball (0-1-0)
London 1908: Silber, Männer
- Nils Middelboe – Fußball (0-2-0)
London 1908: Silber, Männer
Stockholm 1912: Silber, Männer
- Henriette Rønde Mikkelsen – Handball (1-0-0)
Athen 2004: Gold, Frauen
- Carsten Mogensen: Badminton (0-1-0)
London 2012: Silber, Doppel, Männer
- Casper Ulrich Mortensen – Handball (1-0-0)
Rio de Janeiro 2016: Gold, Männer
- Karin Ørnhøj Mortensen – Handball (2-0-0)
Sydney 2000: Gold, Frauen
Athen 2004: Gold, Frauen
- Leif Mortensen – Radsport (0-1-0)
Mexiko-Stadt 1968: Silber, Straßenrennen, Männer
- Carl Møller – Rudern (1-0-0)
Stockholm 1912: Gold, Innendolle, Männer
- Christian Møller Pedersen – Turnen (1-0-0)
Antwerpen 1920: Gold, Freies System, Männer
- Kevin Møller – Handball (0-1-0)
Tokio 2020: Silber, Männer
- Michala Møller – Handball (0-0-1)
Paris 2024: Bronze, Frauen
- Niels Møller – Segeln (0-1-0)
Amsterdam 1928: Silber, 6-Meter-Klasse, Männer
- Peder Møller – Turnen (1-0-0)
Antwerpen 1920: Gold, Freies System, Männer
- Henrik Møllgaard Jensen – Handball (2-1-0)
Rio de Janeiro 2016: Gold, Männer
Tokio 2020: Silber, Männer
Paris 2024: Gold, Männer
- Stephan Mølvig – Rudern (1-0-0)
Athen 2004: Gold, Leichtgewichts-Vierer ohne Steuermann, Männer
- Michael Mørkøv – Radsport (1-1-1)
Peking 2008: Silber, Mannschaftsverfolgung, Männer
Tokio 2020: Gold, Madison, Männer
Paris 2024: Bronze, Madison, Männer

### N
- Anders Peter Nielsen – Schießen (1-3-0)
Paris 1900: Silber, Armeegewehr liegend, Männer
Paris 1900: Silber, Armeegewehr kniend, Männer
Paris 1900: Silber, Armeegewehr Dreistellungskampf, Männer
Antwerpen 1920: Gold, Armeegewehr Mannschaft, Männer
- Anja Nielsen – Handball (1-0-0)
Sydney 2000: Gold, Frauen
- Benny Nielsen – Schwimmen (0-1-0)
Seoul 1988: Silber, 200 m Schmetterling, Männer
- Brian Nielsen – Boxen (0-0-1)
Barcelona 1992: Bronze, Superschwergewicht (über 91 kg), Männer
- Børge Raahauge Nielsen – Rudern (0-0-1)
London 1948: Bronze, Vierer mit Steuermann, Männer
- Christian Nielsen – Segeln (0-1-0)
Paris 1924: Silber, 6-Meter-Klasse, Männer
- Eigil Louis Nielsen – Fußball (0-0-1)
London 1948: Bronze, Männer
- Emil Nielsen – Handball (1-0-0)
Paris 2024: Gold, Männer
- Flemming Gert Nielsen – Fußball (0-1-0)
Rom 1960: Silber, Männer
- Hans Christian Nielsen – Fußball (0-1-0)
Rom 1960: Silber, Männer
- Hans Nielsen – Boxen (1-0-0)
Paris 1924: Gold, Leichtgewicht (bis 61,24 kg), Männer
- Harald Nielsen – Fußball (0-1-0)
Rom 1960: Silber, Männer
- Holger Louis Nielsen – Fechten, Schießen (0-1-2)
Athen 1896: Silber, Pistole 50 m, Männer
Athen 1896: Bronze, Schnellfeuerpistole 25 m, Männer
Athen 1896: Bronze, Säbel Einzel, Männer
- Klaus Kynde Nielsen – Radsport (0-0-1)
Barcelona 1992: Bronze, 4000 m Mannschaftsverfolgung, Männer
- Lars Nielsen – Rudern (0-0-1)
Los Angeles 1984: Bronze, Vierer ohne Steuermann, Männer
- Leo Nielsen – Radsport (1-1-0)
Amsterdam 1928: Gold, Mannschaftszeitfahren, Männer
Los Angeles 1932: Silber, Mannschaftszeitfahren, Männer
- Lukas Nielsen – Turnen (0-0-1)
Stockholm 1912: Bronze, Freies System, Männer
- Mie Østergaard Nielsen – Schwimmen (0-0-1)
Rio de Janeiro 2016: Bronze, 4 × 100 m Lagen, Frauen
- Niels Kristian Nielsen – Turnen (0-1-0)
Antwerpen 1920: Silber, Schwedisches System, Männer
- Niels Turin Nielsen – Turnen (1-0-0)
Antwerpen 1920: Gold, Freies System, Männer
- Niels Erik Nielsen – Turnen (0-1-0)
Antwerpen 1920: Silber, Schwedisches System, Männer
- Sophus Nielsen – Fußball (0-2-0)
London 1908: Silber, Männer
Stockholm 1912: Silber, Männer
- Arne Nielsson – Kanu (0-1-0)
Barcelona 1992: Silber, 1000 m Zweier-Canadier, Männer
- Susanne Nielsson – Schwimmen (0-0-1)
Moskau 1980: Bronze, 100 m Brust, Frauen
- Rikard Nordstrøm – Turnen (0-0-1)
Stockholm 1912: Bronze, Freies System, Männer
- Peer Norrbohm – Kanu (0-0-1)
Tokio 1964: Bronze, 1000 m Zweier-Canadier, Männer
- Jesper Nøddesbo – Handball (1-0-0)
Rio de Janeiro 2016: Gold, Männer
- Louise Bager Nørgaard – Handball (1-0-0)
Athen 2004: Gold, Frauen
- Oskar Nørland – Fußball (0-1-0)
London 1908: Silber, Männer

### O
- Anton Olsen – Fußball (0-1-0)
Stockholm 1912: Silber, Männer
- Einar Olsen – Turnen (0-1-0)
Stockholm 1912: Silber, Schwedisches System, Männer
- Ib Olsen – Rudern (0-0-1)
London 1948: Bronze, Vierer mit Steuermann, Männer
- Joachim Olsen – Leichtathletik (0-1-0)
Athen 2004: Silber, Kugelstoßen, Männer
- Morten Olsen – Handball (1-1-0)
Rio de Janeiro 2016: Gold, Männer
Tokio 2020: Silber, Männer
- Ole Olsen – Schießen (0-0-1)
Stockholm 1912: Bronze, Freies Gewehr Mannschaft, Männer
- Oluf Olsen – Turnen (0-0-1)
Stockholm 1912: Bronze, Freies System, Männer
- Richard Olsen – Rudern (0-1-1)
Berlin 1936: Silber, Zweier ohne Steuermann, Männer
- Reno Olsen – Radsport (1-0-0)
Mexiko-Stadt 1968: Gold, 4000 m Mannschaftsverfolgung, Männer
- Steen Olsen – Turnen (1-0-1)
Stockholm 1912: Bronze, Freies System, Männer
Antwerpen 1920: Gold, Freies System, Männer
- Svend Olsen – Gewichtheben (0-1-0)
Los Angeles 1932: Silber, Leichtschwergewicht (-82,5 kg), Männer
- Oluf Olsson – Turnen (0-0-1)
Stockholm 1912: Bronze, Freies System, Männer
- Ellen Osiier – Fechten (1-0-0)
Paris 1924: Gold, Florett Einzel, Frauen
- Ivan Osiier – Fechten (0-1-0)
Stockholm 1912: Silber, Degen Einzel, Männer
- Jeanette Ottesen – Schwimmen (0-0-1)
Rio de Janeiro 2016: Bronze, 4 × 100 m Lagen, Frauen
- Christina Otzen – Segeln (0-0-1)
Athen 2004: Bronze, Yngling-Klasse, Frauen
- Knud Børge Overgaard – Fußball (0-0-1)
London 1948: Bronze, Männer

### P
- Ebbe Parsner – Rudern (0-1-0)
London 1948: Silber, Doppelzweier, Männer
- Anders Pedersen – Boxen (0-1-0)
Antwerpen 1920: Silber, Fliegengewicht (-50,8 kg), Männer
- Carl Pedersen – Rudern (1-0-0)
Stockholm 1912: Gold, Innendolle, Männer
- Carl Pedersen – Turnen (0-0-1)
Stockholm 1912: Bronze, Freies System, Männer
- Christinna Pedersen – Badminton (0-1-1)
London 2012: Bronze, Mixed Doppel
Rio de Janeiro 2016: Silber, Mixed Doppel, Frauen
- Dynes Pedersen – Turnen (0-1-0)
Antwerpen 1920: Silber, Schwedisches System, Männer
- Finn Pedersen – Rudern (1-0-0)
London 1948: Gold, Zweier mit Steuermann, Männer
- Hans Pedersen – Turnen (0-2-0)
Stockholm 1912: Silber, Schwedisches System, Männer
Antwerpen 1920: Silber, Schwedisches System, Männer
- Hans Eiler Pedersen – Turnen (0-1-0)
Stockholm 1912: Silber, Schwedisches System, Männer
- Johannes Pedersen – Turnen (0-1-0)
Antwerpen 1920: Silber, Schwedisches System, Männer
- Kristian Pedersen – Turnen (0-0-1)
Stockholm 1912: Bronze, Freies System, Männer
- Olaf Pedersen – Turnen (0-1-0)
Stockholm 1912: Silber, Schwedisches System, Männer
- Peder Pedersen – Radsport (1-0-0)
Mexiko 1968: Gold, Mannschaftsverfolgung Männer
- Peder Dorf Pedersen – Turnen (0-1-0)
Antwerpen 1920: Silber, Schwedisches System, Männer
- Peder Larsen Pedersen – Turnen (0-1-0)
Stockholm 1912: Silber, Schwedisches System, Männer
- Poul Pedersen – Fußball (0-1-0)
Rom 1960: Silber, Männer
- Rasmus Pedersen – Radsport (0-1-0)
Tokio 2020: Silber, Mannschaftsverfolgung, Männer
- Rikke Møller Pedersen – Schwimmen (0-0-1)
Rio de Janeiro 2016: Bronze, 4 × 100 m Lagen, Frauen
- Anders Petersen – Schießen (1-0-0)
Antwerpen 1920: Gold, Armeegewehr Mannschaft, Männer
- Axel Petersen – Fußball (0-1-0)
Stockholm 1912: Silber, Männer
- Erik Petersen – Rudern (1-0-0)
Tokio 1964: Gold, Vierer ohne Steuermann, Männer
- Gerhard Petersen – Boxen (0-0-1)
Berlin 1936: Bronze, Weltergewicht (-66,68 kg), Männer
- Henry Petersen – Leichtathletik (0-1-0)
Antwerpen 1920: Silber, Stabhochsprung, Männer
- Jan Bo Petersen – Radsport (0-0-1)
Barcelona 1992: Bronze, 4000 m Mannschaftsverfolgung, Männer
- Niels Petersen – Turnen (0-0-1)
Stockholm 1912: Bronze, Freies System, Männer
- Ole Gunnar Petersen – Segeln (0-1-0)
Rom 1960: Silber, Flying Dutchman, Männer
- Sara Slott Petersen – Leichtathletik (0-1-0)
Rio de Janeiro 2016: Silber, 400 m Hürden, Frauen
- Svend Pedersen – Rudern (0-0-1)
Helsinki 1952: Bronze, Zweier mit Steuermann, Männer
- Søren Petersen – Boxen (0-2-0)
Antwerpen 1920: Silber, Schwergewicht (über 79,38 kg), Männer
Paris 1924: Silber, Schwergewicht (über 79,38 kg), Männer
- Thyrge Petersen – Boxen (0-1-0)
Paris 1924: Silber, Leichtschwergewicht (bis 79,38 kg), Männer
- Axel Pilmark – Fußball (0-0-1)
London 1948: Bronze, Männer
- Johannes Pløger – Fußball (0-0-1)
London 1948: Bronze, Männer
- Margit Pörtner – Curling (0-1-0)
Nagano 1998: Silber, Frauen
- Ole Poulsen – Segeln (1-0-0)
Tokio 1964: Gold, Drachen, Männer
- Thomas Poulsen – Rudern (1-0-0)
Atlanta 1996: Gold, Leichtgewichts-Vierer ohne Steuermann, Männer
- Karl Aage Præst – Fußball (0-0-1)
London 1948: Bronze, Männer
- Simon Pytlick – Handball (1-0-0)
Paris 2024: Gold, Männer

### Q
- Trine Qvist – Curling (0-1-0)
Nagano 1998: Silber, Frauen
- Rasmus Quist – Rudern (1-0-0)
London 2012: Gold, Leichtgewichts-Doppelzweier, Männer

### R
- Lene Rantala – Handball (2-0-0)
Atlanta 1996: Gold, Frauen
Sydney 2000: Gold, Frauen
- Peder Rasch – Kanu (1-0-0)
Helsinki 1952: Gold, 1000 m Zweier-Canadier, Männer
- Andreas Rasmussen – Feldhockey (0-1-0)
Antwerpen 1920: Silber, Männer
- Alex Nicki Rasmussen – Radsport (0-1-0)
Peking 2008: Silber, Mannschaftsverfolgung, Männer
- Bjørn Rasmussen – Fußball (0-1-0)
London 1908: Silber, Männer
- Bodil Steen Rasmussen – Rudern (0-0-1)
Los Angeles 1984: Bronze, Vierer mit Steuerfrau, Frauen
- Kjeld Rasmussen – Schießen (1-0-0)
Moskau 1980: Gold, Skeet, Männer
- Hedvig Lærke Rasmussen – Rudern (0-0-1)
Rio de Janeiro 2016: Bronze, Zweier ohne Steuermann, Frauen
- Mads Rasmussen – Rudern (1-0-1)
Peking 2008: Bronze, Leichtgewichts-Doppelzweier, Männer
London 2012: Gold, Leichtgewichts-Doppelzweier, Männer
- Ole Riber Rasmussen – Schießen (0-1-0)
Los Angeles 1984: Silber, Skeet, Männer
- Per Rasmussen – Rudern (0-0-1)
Los Angeles 1984: Bronze, Vierer ohne Steuermann, Männer
- Rasmus Rasmussen – Turnen (0-1-0)
Antwerpen 1920: Silber, Schwedisches System, Männer
- Jørgen Ravn – Turnen (0-1-0)
Stockholm 1912: Silber, Schwedisches System, Männer
- Althea Reinhardt – Handball (0-0-1)
Paris 2024: Bronze, Frauen
- Anne-Marie Rindom – Segeln (1-1-1)
Rio de Janeiro 2016: Bronze, Laser Radial, Frauen
Tokio 2020: Gold, Laser Radial, Frauen
Paris 2024: Silber, Laser Radial, Frauen
- Kjell Rodian – Radsport (0-1-0)
Tokio 1964: Silber, Straßenrennen, Männer
- Christina Roslyng – Handball (1-0-0)
Sydney 2000: Gold, Frauen
- Kristine Roug – Segeln (1-0-0)
Atlanta 1996: Gold, Europe-Klasse, Frauen
- Hans Rønne – Turnen (1-0-0)
Antwerpen 1920: Gold, Freies System, Männer

### S
- Katja Salskov-Iversen – Segeln (0-0-1)
Rio de Janeiro 2016: Bronze, 49er FX, Frauen
- Magnus Saugstrup – Handball (1-1-0)
Tokio 2020: Silber, Männer
Paris 2024: Gold, Männer
- Nathalie zu Sayn-Wittgenstein-Berleburg – Reitsport (0-0-1)
Peking 2008: Bronze, Dressur, Mannschaft
- Axel Schandorff – Radsport (0-0-1)
London 1948: Bronze, Sprint, Männer
- Mette Schjoldager – Badminton (0-0-1)
Athen 2004: Bronze, Mixed
- Peter Schlütter – Segeln (0-1-0)
Amsterdam 1928: Silber, 6-Meter-Klasse, Männer
- Rikke Schmidt – Handball (1-0-0)
Sydney 2000: Gold, Frauen
- Ernst Schultz – Leichtathletik (0-0-1)
Paris 1900: Bronze, 400 m, Männer
- Helge Muxoll Schrøder – Rudern (0-1-0)
London 1948: Silber, Vierer ohne Steuermann, Männer
- Steen Secher – Segeln (1-0-1)
Seoul 1988: Bronze, Soling, Männer
Barcelona 1992: Gold, Soling, Männer
- Holger Seebach – Fußball (0-0-1)
London 1948: Bronze, Männer
- Ivar Seidelin-Nielsen – Fußball (0-1-0)
Stockholm 1912: Silber, Männer
- Jesper Seier – Segeln (1-0-0)
Barcelona 1992: Gold, Soling, Männer
- Mikael Simonsen – Rudern (0-0-1)
Stockholm 1912: Bronze, Vierer mit Steuermann, Männer
- Nanna Skodborg Merrald – Reiten (0-0-1)
Paris 2024: Bronze, Dressur Mannschaft
- Rikke Skov – Handball (1-0-0)
Athen 2004: Gold, Frauen
- Gitte Sunesen – Handball (1-0-0)
Atlanta 1996: Gold, Frauen
Tokio 2020: Silber, Mannschaftsverfolgung, Männer
- Thomas Stuer-Lauridsen – Badminton (0-0-1)
- Joachim Sutton – Rudern (0-0-1)
Tokio 2020: Bronze, Zweier ohne Steuermann, Männer
- Lasse Svan – Handball (1-1-0)
Rio de Janeiro 2016: Gold, Männer
Tokio 2020: Silber, Männer
- Christian Svendsen – Turnen (0-0-1)
Stockholm 1912: Bronze, Freies System, Männer
- Poul Svendsen – Rudern (0-0-1)
Helsinki 1952: Bronze, Zweier mit Steuermann, Männer
- Erik Sætter-Lassen – Schießen (1-0-0)
Antwerpen 1920: Gold, Armeegewehr Mannschaft, Männer
- Tove Søby – Kanu (0-0-1)
Melbourne 1956: Bronze, 500 m Kajak-Einer, Frauen
- Kasper Søndergaard – Handball (1-0-0)
Rio de Janeiro 2016: Gold, Männer
- Aksel Sørensen – Turnen (0-1-0)
Stockholm 1912: Silber, Schwedisches System, Männer
- Frode Sørensen – Radsport (0-1-0)
Los Angeles 1932: Silber, Mannschaftszeitfahren, Männer
- Hans Christian Sørensen – Turnen (0-1-0)
Antwerpen 1920: Silber, Schwedisches System, Männer
- Hans Laurids Sørensen – Turnen (0-1-0)
Antwerpen 1920: Silber, Schwedisches System, Männer
- Helmuth Nyborg – Kanu (0-0-1)
Rom 1960: Bronze, 4 × 500 m Kajak-Einer, Männer
- Inge Sørensen – Schwimmen (0-0-1)
Berlin 1936: Bronze, 200 m Brust, Frauen
- Jette Hejli Sørensen – Rudern (0-0-1)
Los Angeles 1984: Bronze, Vierer mit Steuerfrau, Frauen
- John Rungsted Sørensen – Kanu (0-0-1)
Tokio 1964: Bronze, 1000 m Zweier-Canadier, Männer
- Jørgen Leschly Sørensen – Fußball (0-0-1)
London 1948: Bronze, Männer
- Jørn Sørensen – Fußball (0-1-0)
Rom 1960: Silber, Männer
- Harry Sørensen – Turnen (1-0-0)
Antwerpen 1920: Gold, Freies System, Männer
- Rolf Sørensen – Radsport (0-1-0)
Atlanta 1996: Silber, Straßenrennen, Männer
- Søren Sørensen – Turnen (0-1-0)
Antwerpen 1920: Silber, Schwedisches System, Männer

### T
- Anne Dorthe Tanderup – Handball (1-0-0)
Atlanta 1996: Gold, Frauen
- Christian Thomas – Turnen (1-0-0)
Antwerpen 1920: Gold, Freies System, Männer
- Camilla Thomsen – Handball (1-0-0)
Athen 2004: Gold, Frauen
- Sven Thomsen – Segeln (0-1-0)
Stockholm 1912: Silber, 6-Meter-Klasse, Männer
- Søren Thorborg – Turnen (0-1-0)
Stockholm 1912: Silber, Schwedisches System, Männer
- Poul Thymann – Rudern (0-0-1)
Stockholm 1912: Bronze, Vierer mit Steuermann, Männer
- Henrik Toft Hansen – Handball (1-1-0)
Rio de Janeiro 2016: Gold, Männer
Tokio 2020: Silber, Männer
- René Toft Hansen – Handball (1-0-0)
Rio de Janeiro 2016: Gold, Männer
- Sandra Toft – Handball (0-0-1)
Paris 2024: Bronze, Frauen
- Josephine Touray – Handball (1-0-0)
Sydney 2000: Gold, Frauen
- Mette Tranborg – Handball (0-0-1)
Paris 2024: Bronze, Frauen
- Tommy Troelsen – Fußball (0-1-0)
Rom 1960: Silber, Männer
- Finn Tugwell – Tischtennis (0-0-1)
Athen 2004: Bronze, Doppel, Männer

### U
- Fie Udby Erichsen – Rudern (0-1-0)
London 2012: Silber, Einer, Frauen

### V
- Kristen Vadgaard – Turnen (0-1-0)
Stockholm 1912: Silber, Schwedisches System, Männer
- Anne van Olst – Reitsport (0-0-1)
Peking 2008: Bronze, Dressur, Mannschaft
- Knud Vermehren – Turnen (1-0-0)
Antwerpen 1920: Gold, Freies System, Männer
- Georg Vest – Turnen (0-1-0)
Antwerpen 1920: Silber, Schwedisches System, Männer
- Mette Vestergaard – Handball (2-0-0)
Sydney 2000: Gold, Frauen
Athen 2004: Gold, Frauen
- Vilhelm Vett – Segeln (0-2-0)
Paris 1924: Silber, 6-Meter-Klasse, Männer
Amsterdam 1928: Silber, 6-Meter-Klasse, Männer
- Johannes Vinther – Turnen (0-1-0)
Stockholm 1912: Silber, Schwedisches System, Männer
- Christian von Bülow – Segeln (1-1-0)
Melbourne 1956: Silber, Drachen, Männer
Tokio 1964: Gold, Drachen, Männer
- Casper von Folsach – Radsport (0-0-1)
Rio de Janeiro 2016: Bronze, 4000 m Mannschaftsverfolgung, Männer
- Frederic Vystavel – Rudern (0-0-1)
Tokio 2020: Bronze, Zweier ohne Steuermann, Männer

### W
- Svend Wad – Boxen (0-0-1)
London 1948: Bronze, Leichtgewicht (-62 kg), Männer
- Aage Walther – Turnen (0-1-0)
Antwerpen 1920: Silber, Schwedisches System, Männer
- Jonas Warrer – Segeln (1-0-0)
Peking 2008: Gold, 49er Klasse, offen
- Henning Wind – Segeln (0-0-1)
Tokio 1964: Bronze, Finn-Dinghy, Männer
- Kasper Winther – Rudern (0-1-1)
London 2012: Bronze, Leichtgewichts-Vierer, Männer
Rio de Janeiro 2016: Silber, Leichtgewichts-Vierer, Männer
- Vilhelm Wolfhagen – Fußball (0-2-0)
London 1908: Silber, Männer
Stockholm 1912: Silber, Männer
- Kim Wraae Knudsen – Kanu (0-1-0)
Peking 2008: Silber, K-2 1000 m, Männer

### Ø
- Dion Ørnvold – Fußball (0-0-1)
London 1948: Bronze, Männer
- Hans-Henrik Ørsted – Radsport (0-0-1)
Moskau 1980: Bronze, 4000 m Einzelverfolgung, Männer
- Trine Østergaard – Handball (0-0-1)
Paris 2024: Bronze, Frauen